# Porțile Ciliciene
Porțile Ciliciene sau Pasul Gülek este o trecătoare prin Munții Taurus care leagă câmpiile joase ale Ciliciei de Podișul Anatolian, prin cheile înguste al râului Gökoluk. Cea mai mare altitudine a zonei este de aproximativ 1000 m.
Porțile Ciliciene au reprezentat o importantă arteră comercială și militară timp de milenii. La începutul secolului al XX-lea, prin ele a fost construită o cale ferată cu ecartament îngust, iar astăzi trece prin ele Autostrada Tarsus-Ankara (E90, O-21). 
Capătul sudic al Porților Ciliciene este la aproximativ 44 km nord de Tarsus, iar capătul nordic duce spre Cappadocia .

## Istorie
Yumuktepe (modernul Mersin), care păzește partea Adana a porții, cu 23 de straturi de ocupație, era la 4500 î.Hr. una dintre cele mai vechi așezări fortificate din lume. Calea antică era o potecă pentru caravanele de cai, nu pentru vehiculele cu roți.  Hitiții, grecii, Alexandru cel Mare, romanii, mongolii și cruciații au călătorit cu toții pe această rută în timpul campaniilor lor. Biblia mărturisește că Sfântul Paul din Tarsus și Sila au mers pe aici în timp ce treceau prin Siria și Cilicia. Cartea Galateanilor vorbește despre orașele Derbe, Lystra și Iconium - orașe vizitate de Pavel în prima călătorie (Fapte 14, Galateni 1: 2), în scopul întăririi bisericilor lor, la începutul celei de-a doua predicări (Faptele Apostolilor 15: 40-41). 
Distanța de la Platoul anatolian la Câmpia ciliciană este de aproximativ 110 kilometri (68 mi). În antichitate, aceasta era o călătorie de aproape cinci zile. Armata celor zece mii, Alexandru cel Mare înainte de bătălia de la Issus, Paul din Tarsus pe drumul său spre Galateni și o parte a armatei de la Prima Cruciadă au trecut prin Porțile Ciliciene.  Cruciații s-au aliat cu Regatul Armean al Ciliciei.
Deasupra Porților la sud - vest este Gülek Kalesi (armeană: Kuklak; Arab: Kawlāk), o fortificație mare antică, care păstrează dovezi ale perioadelor de ocupație bizantină și arabă, dar este în primul rând o construcție armeană din secolele 12 și 13.   Pereții și turnurile sale de la sud și vest acoperă o distanță de peste 450 de metri. De asemenea, în vecinătatea Porților se află un fort construit în anii 1830 de Ibrahim Pașa al Egiptului în timpul campaniei sale siriene împotriva otomanilor.
Când inginerii germani lucrau la căile ferate din Bagdad dintre Istanbul și Bagdad, nu au reușit să urmeze traseul vechi, strâmt, îngust și încurcat al acestor porți. Seria de viaducte și tuneluri pe care le-au construit se numără printre minunile ingineriei căilor ferate. Calea ferată a fost deschisă în 1918; linia de lucru cu ecartament îngust  mutat trupele otomane și materialul de război pe frontul Mesopotamiei în ultimele luni ale primului război mondial.